# Holloway (Londra)
Holloway è un quartiere di Londra interna, Inghilterra, che fa parte del London Borough of Islington. Il quartiere si sviluppa lungo Holloway Road (strada A1), intorno alla zona commerciale di Nag's Head. Le zone residenziali di Upper Holloway e di Lower Holloway si sviluppano rispettivamente a nord e a sud di Nag's Head. Holloway ospita una popolazione decisamente multiculturale, ed è sede dello stadio dell'Arsenal Football Club, l'Emirates Stadium. 
Holloway confina a nord ovest con Tufnell Park, a nord con Archway, a nord est con Finsbury Park, ad ovest con Kentish Town, ad est con Highbury, a sud ovest con Camden Town e a sud est con Islington.

## Storia
Si ritiene che il nome del quartiere possa derivare da Hollow (valle, avvallamento) o da Hollow way (sentiero in un avvallamento), legato a una depressione del terreno causata dall'erosione e dal passaggio frequente di bestiame, proveniente da nord e diretto al mercato di Smithfield a partire già dal X secolo. Le mandrie venivano fatte sostare per riposarsi e pascolare nella zona di Lower Holloway, l'odierna Liverpool Road, prima di entrare in Londra.
Un'altra ipotesi fa discendere il nome del quartiere da Hallow (venerare, consacrare) data la sua posizione lungo la via di pellegrinaggio verso Walsingham. Dal 1307, la zona cominciò a essere chiamata Holwey.
Il tratto principale di Holloway Road congiungeva i due paesi di Tollington e Stroud, nominati nel censimento del 1086 e citati nel Domesday Book. I due nomi scomparvero all fine del XVII secolo ma rimangono a oggi nei toponimi del quartiere come Tollington Park, Tollington Road, Tollington Way o Stroud Green.
Il tracciato dell'odierna Holloway Road (Great North Road, A1) fu fatto realizzare dal Vescovo di Londra nel XIV secolo, e prevedeva un pedaggio a partire dal 1318.
Area prevalentemente rurale, è stata urbanizzata durante l'espansione di Londra nella seconda metà del XIX secolo. Al principio del 1900 Nag's Head è divenuta un importante centro commerciale, oltreché uno snodo dei trasporti su filobus fino al loro ritiro negli anni 50. La stazione dei treni della London and North Eastern Railway presente all'epoca su Holloway Road ha lasciato lo spazio alla fermata della Piccadilly line di Holloway Road tube station.
Holloway fu la sede della H.M. Prison Holloway, costruita nel 1852. Era una prigione di massima sicurezza per donne adulte e giovani delinquenti. È stata la più grande prigione femminile dell'Europa occidentale, fino alla sua chiusura nel 2016. Prima della prima guerra mondiale la prigione veniva utilizzata per imprigionare le suffragette che infrangevano la legge. Tra queste Emmeline Pankhurst, Emily Davison, Constance Markievicz, imprigionata anche per aver preso alla rivolta irlandese, Charlotte Despard, Mary Richardson, Dora Montefiore, Hanna Sheehy-Skeffington ed Ethel Smyth.

## Il quartiere oggi

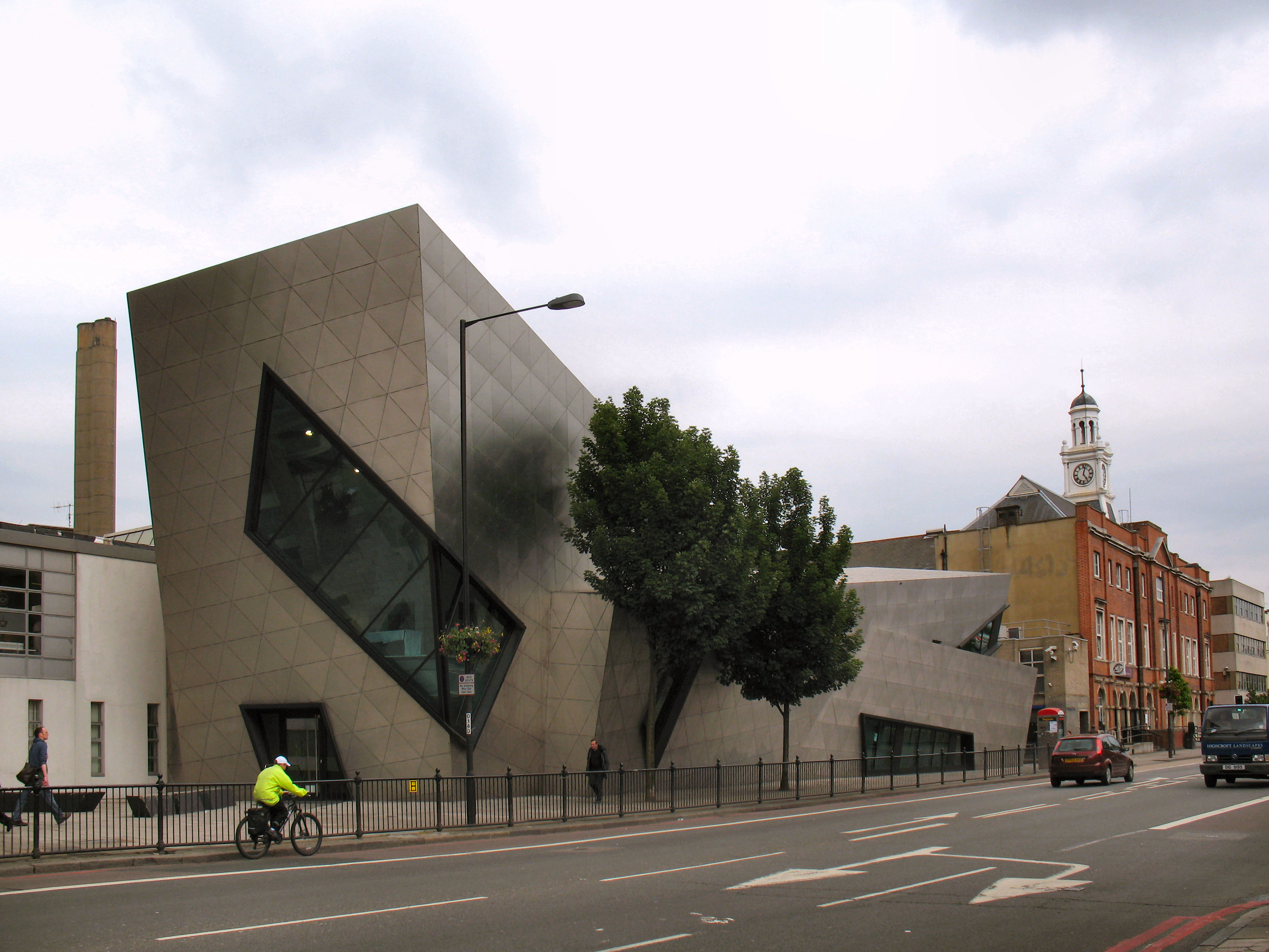
L'Orion Building di Daniel Libeskind, London Metropolitan University lungo Holloway Road

Come molte altre aree di Islington, Holloway è in una fase di gentrificazione, in particolare nelle zone intorno a Hillmarton Road, Mercers Road e Tavistock Terrace a sud e ovest di Holloway Road. Altre zone che ospitano progetti abitativi di lusso sono la zona intorno all'Emirates Stadium e a Caledonian Road e l'area di Nag's Head.
Il North Campus della London Metropolitan University si trova vicino alla Holloway Road tube station.

Oggi il quartiere ospita molti artisti e persone che lavorano nei media come giornalisti, scrittori e professionisti del cinema e della televisione.

## Ashburton Grove
Dopo 93 anni ad Highbury, l'Arsenal Football Club si è spostato allo stadio della Emirates ad Ashburton Grove, Holloway. Lo stadio è stato inaugurato nell'estate del 2006 e, con una capacità di 60.355 posti, è il secondo stadio della Premiership dopo l'Old Trafford di Manchester e il terzo di Londra dopo lo stadio di Wembley e quello di Twickenham.

## Trasporti pubblici
Il quartiere di Holloway è servito dalle seguenti stazioni della metropolitana di Londra:
- Caledonian Road sulla Piccadilly Line,
- Highbury & Islington sulla Victoria Line,
- Holloway Road sulla Piccadilly Line,
- Archway sulla Northern line (diramazione High Barnet).

Le stazioni di treno a Holloway sono:
- Caledonian Road & Barnsbury,
- Camden Road,
- Highbury & Islington,
- Upper Holloway.
- Drayton Park.